# Różanecznik jakuszimański
Różanecznik jakuszimański, różanecznik Yakushima (Rhododendron degronianum Carrière subsp. yakushimanum (Nakai) H. Hara var. yakushimanum (Nakai) Kitam.) – odmiana botaniczna różanecznika Rhododendron degronianum. Pochodzi z Japonii, z wyspy Yakushima. Jest uprawiany jako roślina ozdobna. Obok różanecznika żółtego i katawbijskiego jest podstawowym gatunkiem ozdobnych różaneczników.

## Nazewnictwo
Rozpowszechniona polska nazwa różanecznik jakuszimański pochodzi od spolszczenia nazwy łacińskiej Rhododendron yakushimanum, ta zaś od japońskiej wyspy, na której występuje. Jednak według nowszych ujęć taksonomicznych takson ten został uznany tylko za odmianę innego gatunku różanecznika (Rhododendron degronianum).

## Morfologia

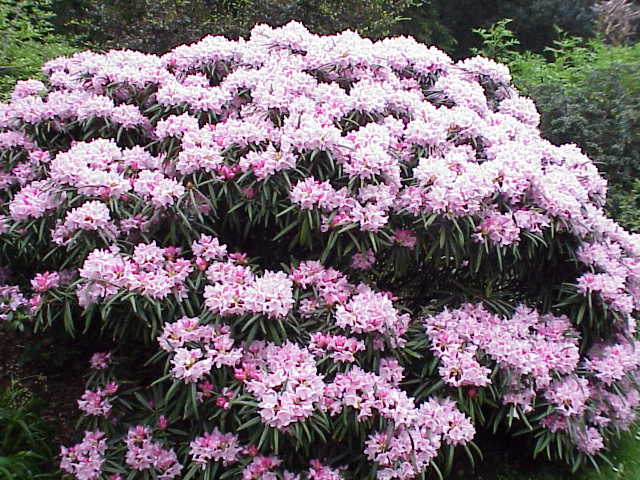
Pokrój

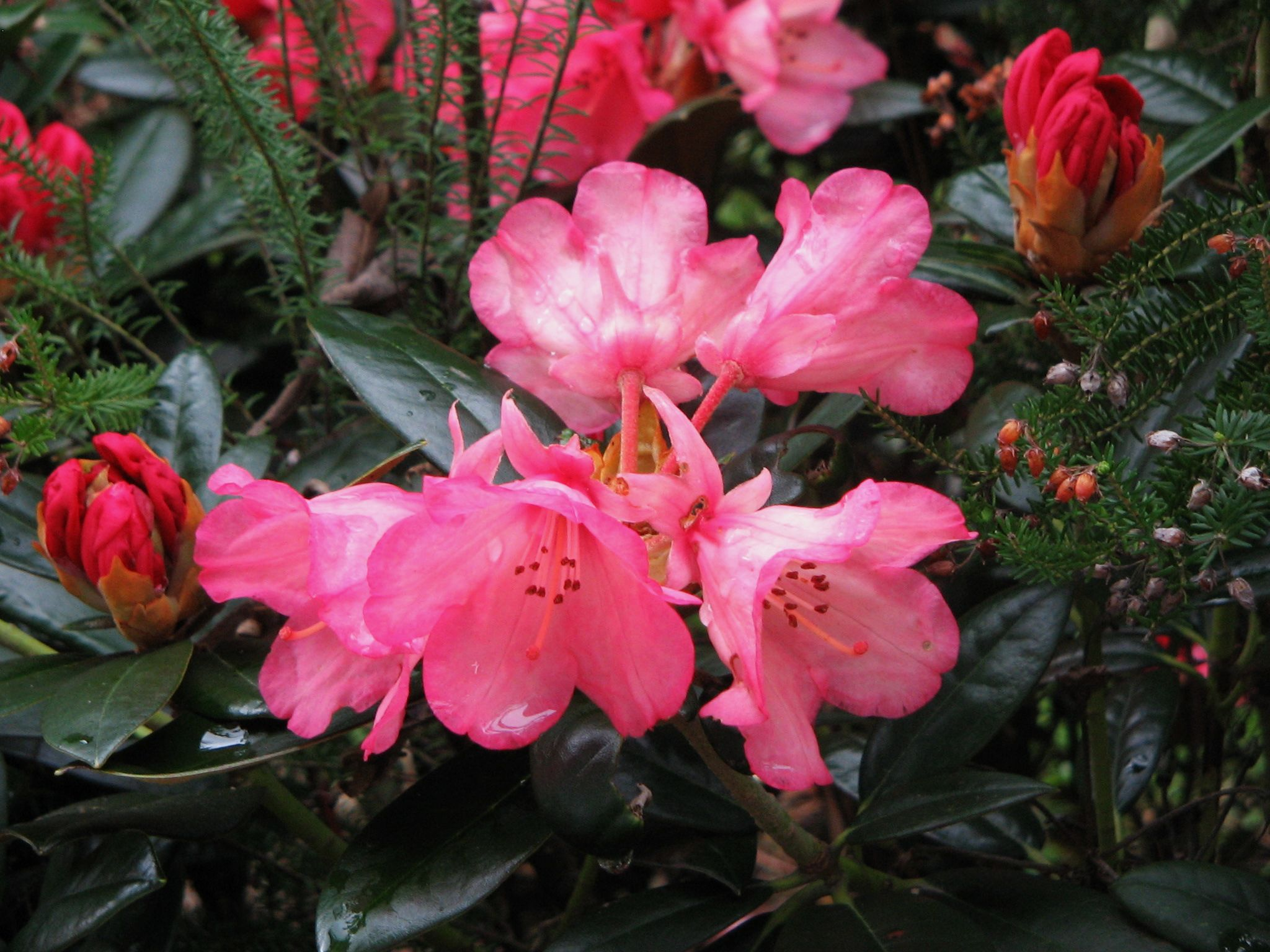
'Bambi'

PokrójNiski krzew o zwartym pokroju. Stare krzewy osiągają szerokość większą od wysokości. Łatwo krzewi się poprzez odrosty korzeniowe. Rośnie powoli.
LiścieGatunek o zimozielonych, bardzo gęstych liściach. Blaszki liściowe błyszczące, wąskoeliptyczne, ciemnozielone.
KwiatyKwitnie niezwykle obficie, tak, że w czasie kwitnienia kwiaty wyrastające na wierzchołkach pędów całkowicie zakrywają roślinę. Kwiaty w różnych odcieniach koloru od białego do czerwonego. Okres kwitnienia: maj – czerwiec. Zapylane są przez owady.

## Uprawa
- Wymagania: Potrzebuje żyznej ziemi, o kwaśnym odczynie. Lepiej od innych różaneczników znosi suszę. Nie jest niestety odporny na silne mrozy. Większość odmian wytrzymuje temperaturę do -22 stopnie Celsjusza. Najlepiej rośnie na półcienistych stanowiskach, ale dobrze znosi też silne nasłonecznienie.
- Sposób uprawy: Sadzi się go tylko wraz z bryłą korzeniową w żyznej ziemi. Ziemię taką można otrzymać poprzez dodanie do dobrej ziemi ogrodniczej kwaśnego torfu, zmielonej kory lub przegnitego igliwia. W utrzymaniu wilgoci pomaga ściółkowanie podłoża wokół nich. W razie potrzeby trzeba je podlewać. Łatwo można przesadzać nawet duże różaneczniki (oczywiście wraz z bryłą korzeniową), gdyż mają zwartą, niedużą bryłę korzeniową. Nie wymagają przycinania.

## Odmiany
- 'Blurettia' – osiąga wysokość do 150 cm, przy szerokości 200 cm. Kwiaty fioletoworóżowe z ciemniejszym obrzeżem.
- 'Daniela' – osiąga wysokość do 90 cm. Kwiaty łososioworóżowe z czerwonym obrzeżem, wewnątrz białe.
- 'Fantastica' – osiąga wysokość 100 cm, przy szerokości 150 cm. Kwiaty z zewnątrz jasnoczerwone, wewnątrz białe, utrzymują się długo na roślinie.
- 'Lumina' – osiąga wysokość 90 cm, przy szerokości ok. 150 cm. Kwiaty ciemnoczerwone z różowym obrzeżem.
- 'Nicoletta' – osiąga wysokość 50 cm, przy szerokości 80 cm. Kwiaty jasnoróżowe, mające na górnym płatku ciemnoczerwoną plamkę.
- 'Percy Wiseman' – wzrost średni, szybko osiąga swoją typową wielkość. Kwiaty szeroko otwarte, łososioworóżowe z ciemniejszymi brzegami.
- 'Pink Cherub' – wzrost średni, duże liście. Duże kwiaty o bladoróżowym kolorze.
- 'Schneekrone' – roślina niska, szeroko rozpostarta, rośnie powoli. Kwiaty białe, z brązowym rysunkiem.
- 'Silberwolke' – odmiana o zwartym pokroju, szybko rosnąca. Kwiaty różowe, w miarę przekwitania stają się coraz jaśniejsze.

## Choroby i szkodniki
- Plamistość liści różanecznika. Na liściach powstają duże, nieregularne brązowe plamy. Chorobę zwalcza się opryskiwaniem fungicydami.
- Fytoftoroza różanecznika – choroba spowodowana przez lęgniowce rozprzestrzeniające się w glebie glebę i atakujące korzenie. Liście brązowieją i łódeczkowato zwijają się. Choroba rozprzestrzenia się na całą roślinę doprowadzając do jej obumarcia. Jest nieuleczalna. Porażoną roślinę należy wykopać i spalić.
- Zaraza wierzchołków pędów różanecznika spowodowana przez grzyba Phytophthora ramorum. Najpierw zaczynają brunatnieć wierzchołki pędów, potem choroba rozszerza się w dół. Powoduje opadanie liści i obumieranie rośliny. Zwalczanie polega na wycinaniu porażonych liści i pędów, a następnie opryskiwaniu całej rośliny odpowiednimi preparatami grzybobójczymi.
- Zgorzel kwiatów różanecznika wywołana przez grzyba Ovulinia azaleae. Na kwiatach pojawiają się przezroczyste i kleiste plamy, a w ich obrębie czarne punkciki (sklerocja). W przypadku pojawienia się tej choroby należy w następnym roku wiosną różaneczniki profilaktycznie opryskiwać fungicydami
- Mączniak prawdziwy azalii – na liściu powstaje biały nalot spowodowany przez grzyby. Jedną z cech charakterystycznych jest również nierozwijanie się, bądź zniekształcenie kwiatostanów. Zwalczanie polega na opryskaniu rośliny odpowiednimi fungicydami
- Zamieranie pąków różanecznika. Pąki brązowieją i zamierają. Choroba nie przenosi się na liście. Porażone pąki należy usuwać, a sekator i ranę dezynfekować
- Kibitnik azaliaczek (Catotilia azaleella) – szkodnik wygryzający liście z dolnej strony, lub powodujący ich minowanie. Zwalcza się go łatwo środkami owadobójczymi.
- Mączlik różanecznikowy – liście są lepkie i żółkną. Przyczyną jest owad, którego larwy żerując na dolnej powierzchni liścia wydzielają lepką spadź. Zwalcza się je poprzez dwukrotne opryskiwanie preparatem Talstar z dodatkiem preparatu Provado lub Applaud.